# 西部题材

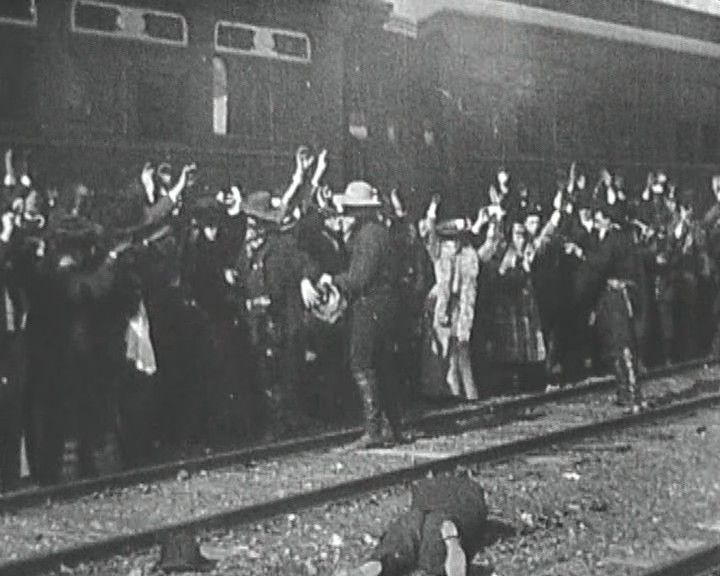
大受欢迎的默片《火车大劫案》剧照

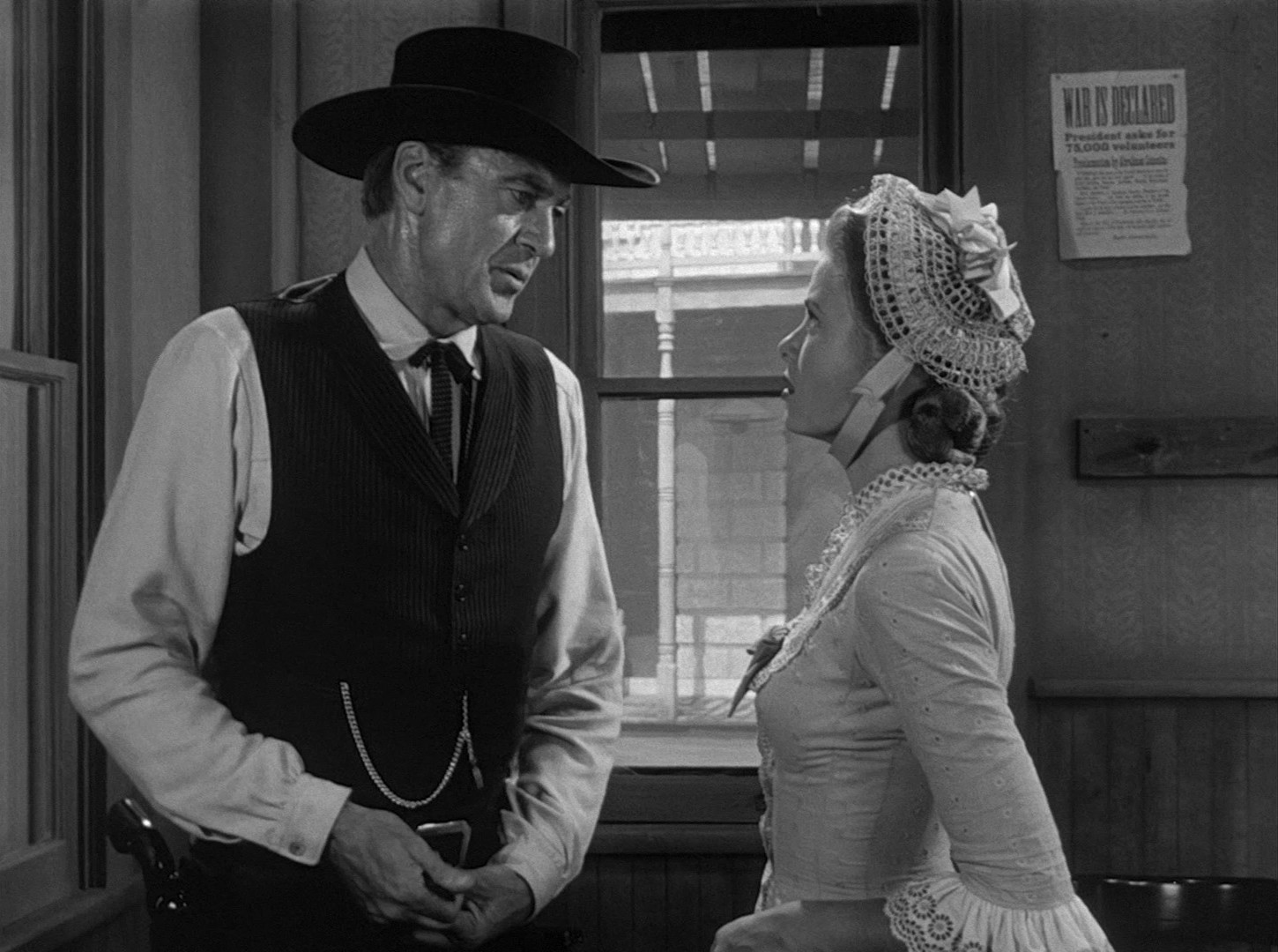
《日正当中》剧照

以西进运动下的美国旧西部为背景的各类文艺作品，属于西部题材（英語：Western），时代背景大致是从1848年加利福尼亞淘金潮开始至十九世纪末年。在这类题材中，故事发生之地往往是位于干旱、荒芜的沙漠和山陵中的牧场、边陲小镇、荒野和要塞。它们被描绘成人烟稀少、环境恶劣的地区，许多牛仔、歹徒、治安官和枪手游荡其间。西部题材的叙事常通过更宽泛的主题，如正义、自由、宿命论等，讲述驯服犯罪猖獗的美国西部的尝试。在这些故事中，美国原住民（“印第安人”）常被描绘成可憎的野蛮人。
美国作家兼编剧弗兰克·格鲁伯提出西部题材有七种基本叙事：
- 在荒野边境建设铁路、电报线或其他类型的现代技术的拓荒故事；
- 牧场主抵抗来自盗牛贼、大地主和牧业大亨的扰乱，保护自家牧场的故事；
- 建立牧场帝国或石油帝国的创业故事；
- 受冤屈者精心策划的复仇故事；
- 白人征服西部蛮荒，与“印第安人”作战的故事；
- 法外狂徒的帮派故事；
- 警长或赏金猎人追缉凶手的故事。

许多西部作品都有经典的“犯罪—被追缉—遭受报应”情节，常以枪战或“拔枪决斗”为结局。

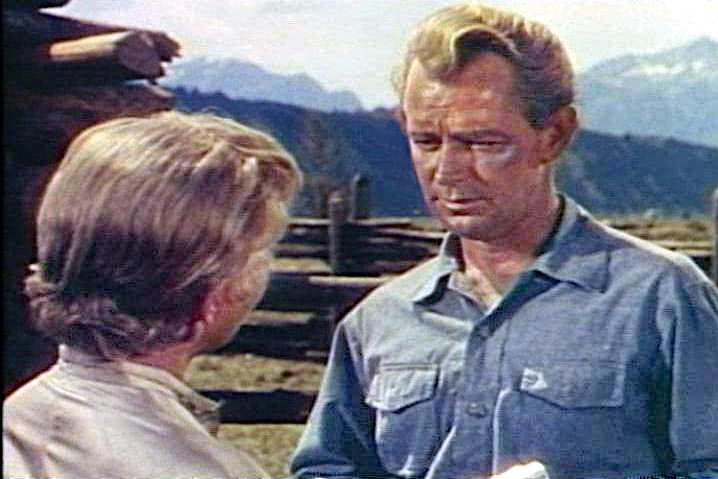
《原野奇侠》剧照

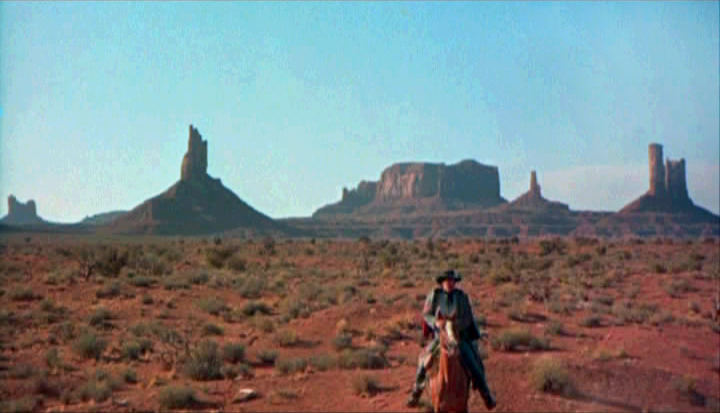
《搜索者》剧照

## 电影
第一部西部电影公认是美国导演埃德温·S·波特在1903年所执导之黑白默片《火车大劫案》。西部片除了分为默片和有声片外，又分一般西部片和意大利式西部片。主题上，西部片还可划入其他流派，如动作片、惊险片等。
西部片声名鹊起于二十世纪三十年代，是好莱坞自二十世纪初至二十世纪六十年代最受欢迎的电影类型。约翰·福特里程碑式的作品《驿马车》（1939）是当年最热门的电影之一，并让主演约翰·韦恩一炮而红成为当时的主流影星。四十年代，西部片越发流行，《黄牛惨案》（1943）、《侠骨柔情》（1946）、《要塞风云》（1948）和《红河谷》（1948）在这十年间上映。五十年代被称为“西部片的黄金时代”，《断箭》（1950）、《日正当中》（1952）、《原野奇侠》（1953）、《威奇托》（1955）、《搜索者》（1956）和《赤膽屠龍》（1959）等都是当时颇为知名的电影。六十年代推出的《女贼金丝猫》（1965）、《黄金三镖客》（1966）、《日落黄沙》（1969）和《虎豹小霸王》（1969）也相当知名。
这些经典的西部片为后来许多电影中的西部人物形象提供了灵感，例如故事设定于1970年代的《少年邦纳》（1972），还有故事设定于21世纪的《艾斯卡达的三次葬礼》（2005）。

## 电视剧

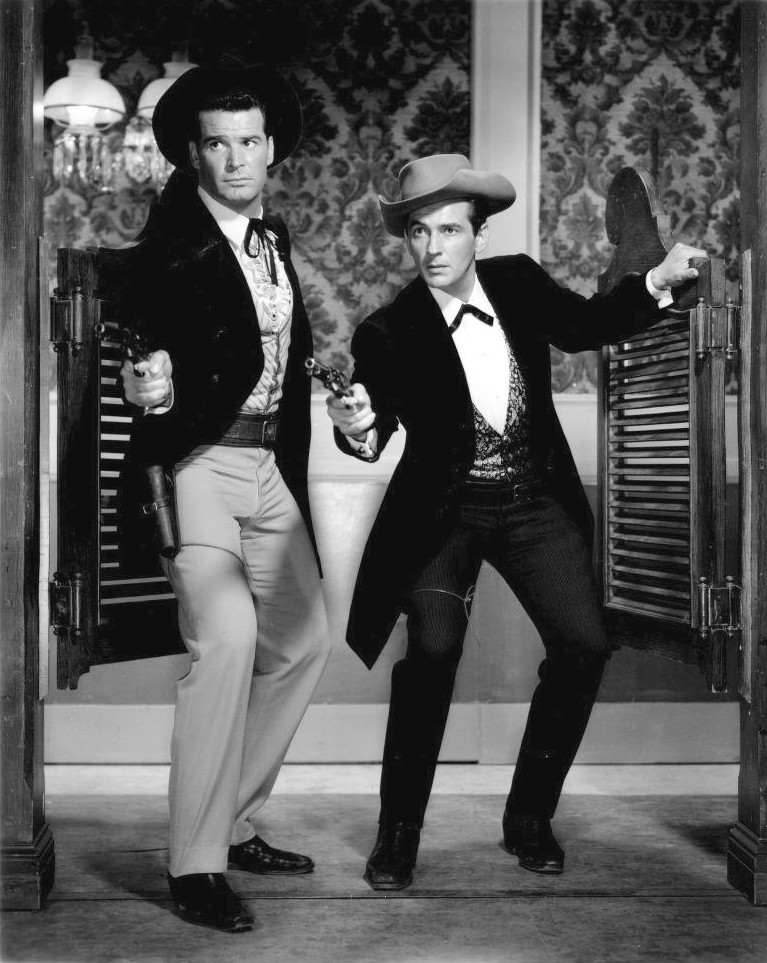
《马弗里克》中的詹姆斯·加纳和杰克·凯利 (演员)

随着电视在二十世纪四五十年代间的时兴，西部剧也迅速受到观众的追捧。一些电影界的「牛仔」演员以电视上重播的西部电影为起点，逐渐转向电视行业。人气渐高之际，新故事和新演员也不断涌现。一些西部剧，如《独行侠》系列（1949-1957）、《怀亚特·厄普的生平及传说》（1955-1961）、《荒野大镖客》（1955-1975）、《马弗里克》（1957-1962）等，以其优秀的质量成为了久播不衰的经典电视剧。1959年是西部剧的黄金时期，全年共有26部西部剧在黄金时段播出。

## 文学作品
欧文·韦斯特于1902年写的《弗吉尼亚人》是公认的第一部西部小说。一些在其他领域比较知名的作家也曾写过西部小说，如埃尔莫尔·伦纳德。西部小说的人气在二十世纪六十年代达到顶峰，一方面是因为不少劣质杂志停刊，另一方面是因为西部剧的流行。西部小说的阅读量在七十年代中期开始下滑，进入新世纪更创新低。美国西部部分州以外的大多数书店如今只销售少量的西部小说和短篇小说集。
阿根廷的高乔文学与西部小说在主题上有相似之处。

## 电子游戏
随着电子游戏的兴起，西部题材的游戏也逐渐出现。既有扮演马车领队的文字式游戏《俄勒冈之旅》及系列续作，也有扮演赏金猎人追缉罪犯的街机游戏《Gun.Smoke》，以及剧情更为深刻、人物刻画更为细腻的《荒野大镖客系列》，其中发布于2018年的《荒野大镖客：救赎2》更被评为西部游戏，乃至开放世界游戏的里程碑。